# Tringa brevipes
El playero siberiano (Tringa brevipes) también conocido como archibebe gris, es una especie de ave caradriforme de la familia Scolopacidae. Su hábitat se extiende por amplias zonas desde el sudeste de Siberia hasta el sur de Asia y Australia. La población es estable (más de 40,000 individuos) y con amplia distribución geográfica; por ende, no se la considera amenazada.
La especie también recibe el nombre de Heteroscelus brevipes.

## Multimedia

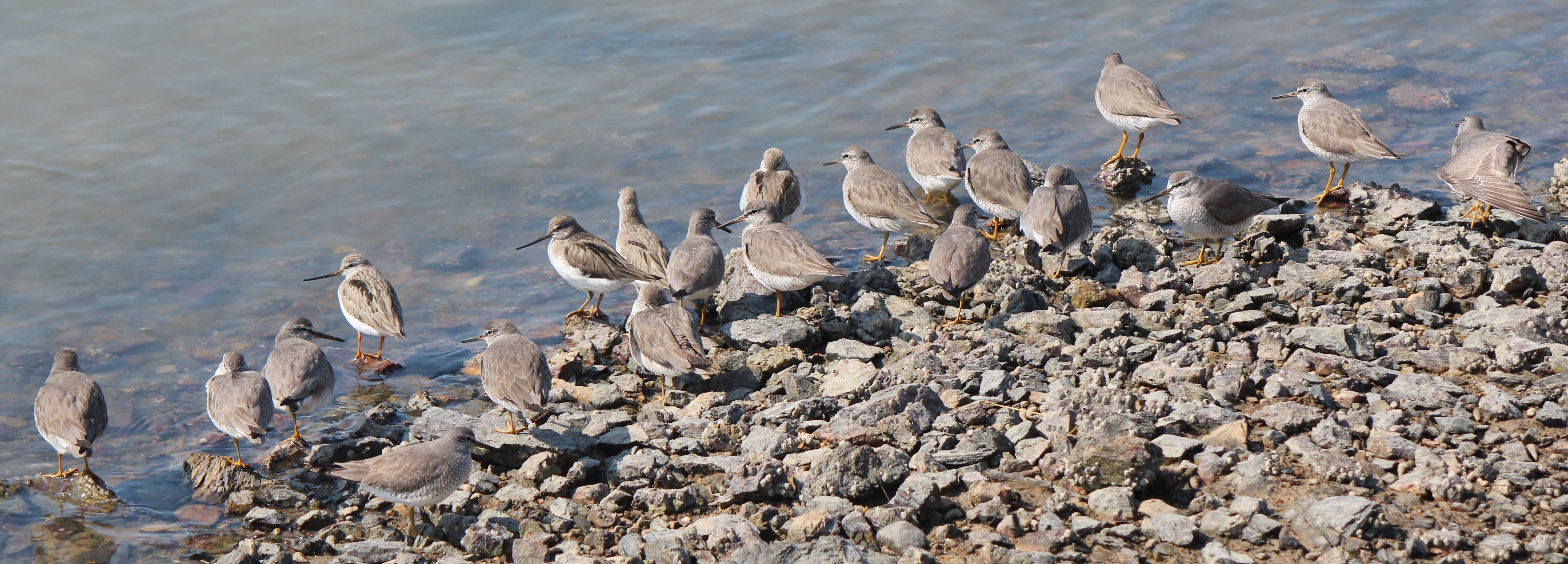
Ejemplares de playero siberiano y dos ejemplares de archibebe oscuro, en las costas de Shiokawa Higata (Japón).